# Sub Piatră
Sub Piatră (ungarisch Búvópatak) ist ein Dorf im Kreis Alba in Rumänien. Es ist Teil der Gemeinde Sălciua.

## Geographische Lage
Sub Piatră liegt im Westen Siebenbürgens, am nordwestlichen Rand des Trascău-Gebirges. Der Ort befindet sich in zwei südlichen Seitentälern des Flusses Arieș, am Westhang des Kalkstein-Karstplateaus Bedeleu (Sub Piatră = wörtlich „unter dem Felsen“), etwa zwei Kilometer südöstlich vom Gemeindezentrum entfernt.

## Geschichte
Sub Piatră ist eine Streusiedlung, die vermutlich bereits seit mehreren Jahrhunderten besteht, jedoch erst im Jahr 1874 erstmals als solche erwähnt wurde.

## Bevölkerung
Die 180 Einwohner des Ortes (Stand 2002) bezeichnen sich durchweg als Rumänen. Die Einwohnerzahl hat seit der ersten offiziellen Erhebung im Jahr 1956 (damals 399) deutlich abgenommen.

## Verkehr
Sub Piatră befindet sich abseits größerer Verkehrswege. Die Nationalstraße DN75 von Turda (Thorenburg) nach Ștei liegt etwa drei Kilometer nördlich des Ortes in Sălciua de Jos. Dorthin führt eine schmale, asphaltierte Straße.
Seit der Stilllegung der von Turda nach Abrud durch das Arieș-Tal führenden Kleinbahn 1999 liegt der nächste Bahnhof ca. 30 km entfernt an der Bahnstrecke Alba Iulia–Târgu Mureș in Aiud.

## Sehenswürdigkeiten
Am Rand des Ortes steht eine 1797 errichtete Holzkirche, die zu einem Rumänisch-Orthodoxen Nonnenkloster gehört. Die Funktion dieser denkmalgeschützten Kirche wurde inzwischen von einem aus Stein errichteten Gebäude übernommen.
Unweit des Klosters liegt die Karsthöhle Peștera Huda lui Papară, aus der ein unterirdisch fließender Bach zu Tage tritt. 
Über einen steilen Aufstieg ist ein natürliches Felstor, Poarta Zmeilor (wörtlich „Drachentor“) zu erreichen. Unmittelbar daneben befindet sich eine nach diesem Tor benannte Höhle, Peștera Poarta Zmeilor.
In der Umgebung des Ortes befinden sich noch mehrere strohgedeckte Häuser, die heute allerdings nicht mehr zu Wohnzwecken genutzt werden.